# Ilsesee (Bayern)
Der Ilsesee ist ein Badesee in Augsburg an der Stadtgrenze zu Königsbrunn. 

## Lage und Entstehung
Der Ilsesee liegt am Rand des südlichen Augsburger Stadtgebiets, ist jedoch mit Kraftfahrzeugen nur von der südlichen Vorstadt Königsbrunn aus erreichbar und stellt das Zentrum eines Naherholungsgebiets dar. Er ist ein geschlossenes Gewässer, welches grundwassergespeist ist und keinen natürlichen Zu- und Ablauf hat. Der Ilsesee entstand durch Kiesabbau und weist mittlerweile eine sehr vielfältige Unterwasser-Flora und -Fauna auf. Seine durchschnittliche Wassertiefe beträgt 9 m, an der tiefsten Stelle 15 m. 
Der Ilsesee ist seit 2020 Eigentum der Stadt Königsbrunn, vormaliger Eigentümer war die Ilsesee GmbH & Co KG. Seit 2009 wird ein besonderes ökologisches Konzept, federführend durch die Tauchbasis Ilsesee, umgesetzt. Es wurden vielseitige Bepflanzungsmaßnahmen sowie eine gewässertypische Artenregulierung durchgeführt. Neben Schutzzonen für die Seebewohner sind extra ausgewiesene Badezonen, zwei Spielplätze (Spielplatz „Zwergenland“ am Südufer und Spielplatz „Piratenschiff“ am Nord/Ostufer), mehreren Liege- und Spielwiesen und ein Beachvolleyballplatz angelegt. Ein Parkplatz, Einrichtungen zum Umkleiden, WC und zwei Kioskstandorte (gleicher Betreiber) sind vorhanden. Das Areal, in dem das Grillen erlaubt ist, befindet sich am südöstlichen Ufer. Die Tauchbasis Ilsesee am Westufer, Zufahrt Zeissstraße sowie eine Wasserwachtstation gehören ebenfalls zur Ausstattung.
Gleich neben dem Ilsesee befindet sich der Lautersee (ca. 360 × 220 m, ca. 7 ha Wasserfläche), in dem das Baden aber durch Verordnung der Stadt Augsburg verboten ist.
Martinisee, Kuhsee, Auensee, Weitmannsee und Mandichosee befinden sich in der Nähe des Ilsesees (am Lech entlang).

## Tauchsport
Neben seiner Funktion als Badesee ist der Ilsesee einer der bedeutendsten Tauchseen in Bayern. Dies verdankt er seiner schönen Unterwasserwelt. Neben einer vielfältigen Flora zählen zu seinem Fischbestand unter anderem Aal, Hecht, Brachse, Flussbarsch, Schleie, Graskarpfen und Störe. Seit 2009 liegen die Tauchrechte bei der Tauchbasis Ilsesee GbR, die sich auch um die ökologischen Belange kümmert. Die Tauchordnung der Tauchbasis Ilsesee gilt verbindlich für alle juristischen und natürlichen Personen. Das Tauchen ist genehmigungspflichtig.